# Kolonie Kalantarowka
Die Kolonie Kalantarowka war eine russlandmennonitische Ansiedlung nahe dem heutigen Starodubskoje in der Region Stawropol.
Die Kolonie wurde 1910 durch Mennoniten aus der Kolonie Molotschna gegründet. Sie lag etwa 100 km nördlich der Kolonie Suworowka. Hier wurden die zwei Dörfer Oberdorf und Unterdorf gegründet. Mit der Verbannung der Russlanddeutschen 1941 wurden auch diese Dörfer aufgelöst und die Bewohner nach Karaganda verbracht.